# Футенма
Военно-воздушная база корпуса морской пехоты США Футенма (Гинован) (яп. 海兵隊普天間航空基地 Кайхэйтай Футэмма Ко:ку: Кити) (англ. Marine Corps Air Station Futenma, MCAS Futenma)
A (ИКАО: ROTM) — база Корпуса морской пехоты США, расположенная в городе Гинован, префектуре Окинава, в 9,3 км (5,8 мили) к северо-востокуB от Наха на острове Окинава. Она является домом для приблизительно 3000 морских пехотинцев 1-го авиационного крыла морской пехоты США и других подразделений , она также стала американской военной авиабазой после поражения японской армии в битве за Окинаву в 1945 году. Пилоты и лётный состав КМП были назначены на базу для подготовки и обеспечения поддержки с воздуха другим подразделениям КМП США наземного и морского базирования на Окинаве и во всем Азиатско-Тихоокеанском регионе. Военно-воздушная база корпуса морской пехоты Футенма подчиняется Командованию Корпуса Морской Пехоты в зоне Тихого океана.
Авиастанция корпуса морской пехоты Футенма находится в городе Гинован (население 93 661 человек) и включает в себяA взлётно-посадочную полосу (75 метров над уровнем моря),а также казармы, административные и материально-технические объекты. На авиационную станцию возложена задача эксплуатации самолётов, вертолётов и конвертопланов различных типов в поддержку 3-го экспедиционного корпуса морской пехоты США и японско-американского оборонительного альянса, а также союзников и партнёров США в регионе. База также используется в качестве воздушного распределительного узла Организации Объединённых Наций для ликвидации последствий стихийных бедствий или других кризисных ситуаций, требующего воздушной поддержки из-за длины взлетно-посадочной полосы и высоты.
В течение многих лет, переезд базы является главным политическим вопросом на Окинаве.

## История

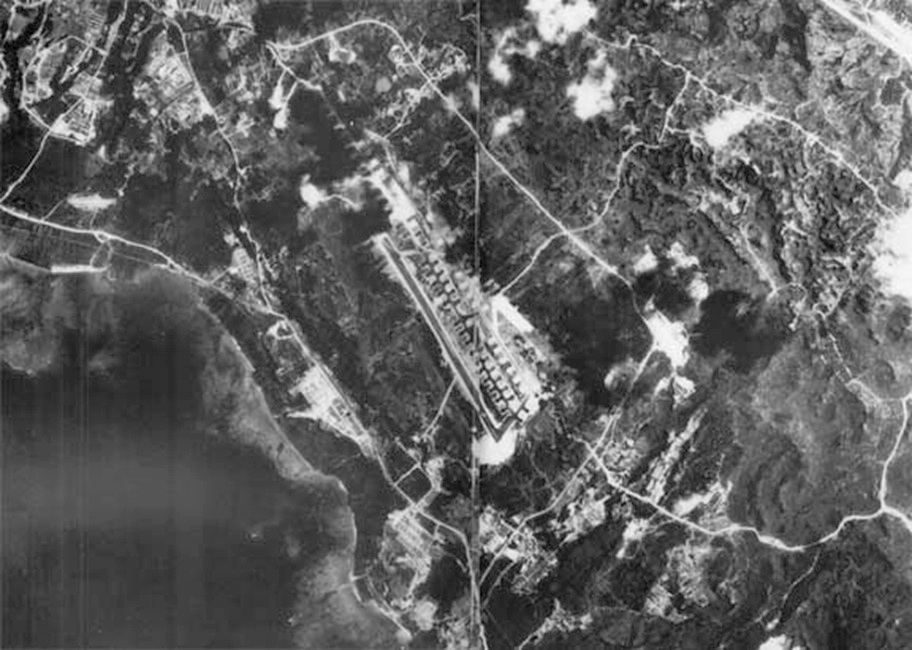
Авиабаза Футенма, Окинава, Япония, около 1945 г.

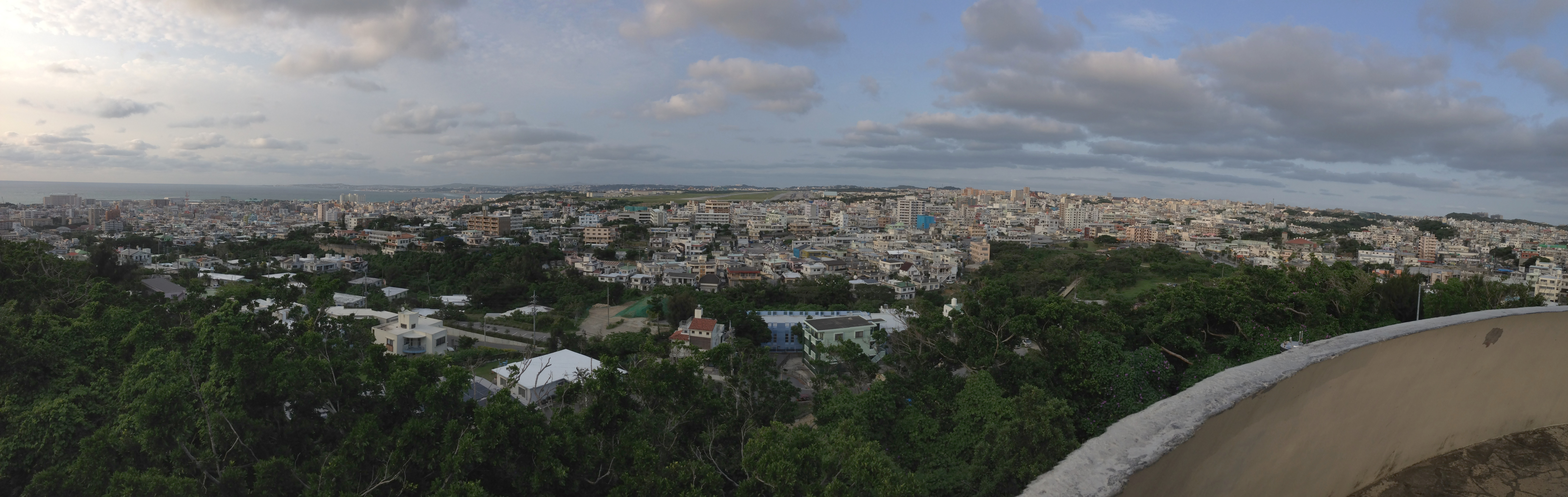
Футэнма и город Гинован, Окинава.

Аэродром Футенма был построен американскими военными после битвы за Окинаву в 1945 году. По данным городского архива города Гинован, общее население тогдашнего села Гинован (ныне город Гинован) составляло 12 994 человек в 1944 году. Он был первоначально предназначен для использования 8-й воздушной армией для размещения стратегических бомбардировщиков Boeing B-29 «Superfortress» при запланированном вторжении в Японию. С окончанием войны аэродром стал объектом военно-воздушных сил США на Дальнем Востоке, известным как авиабаза Футенма, и был использован в качестве вспомогательного аэродрома для близлежащей авиабазы Кадена, размещая истребители-перехватчики эскадрильи в составе ПВО островов Рюкю. База была передана ВМС США 30 июня 1957 года и была впоследствии преобразована в авиационную станцию корпуса морской пехоты Соединенных Штатов.
Каждый год, авиастанция корпуса морской пехоты Футенма открывает свои ворота для ярмарки «Футенма Флайт Лайн», на которой проходят выступления американских музыкальных групп, развлечения, выставка всех самолётов, военной техники и демонстрационные полёты. В 2013 году мероприятие посетили более 70 000 человек и самым популярным самолётом на выставке стал Bell V-22 Osprey.

## Возможности
Высота в 75 м над уровнем моря обеспечивает безопасное и эффективное местоположение для операций по оказанию помощи в случае цунами, поскольку международный аэропорт Наха, расположенный на уровне моря, выходит из строя. ВПП длиной 9,000 футов может принимать крупнейшие коммерческие и военно-транспортные самолёты, включая Ан-124 «Руслан», который приземлялся в Футенма несколько раз. Футенма имеет высокий уровень безопасности с четко установленными процедурами.

## Сообщество
Авиабаза стала координационным центром различных политических споров в последние годы. В связи с ростом населения и застройки вокруг базы, проблемами, связанными с полетами над жилыми районами, вызывающими шум, загрязнение воздуха и угрожающими общественной безопасности, также стали спорными вопросами в городе Гинован. Опасения за безопасность были высказаны после крушения транспортного вертолета СН-53D корпуса морской пехоты США на кампусе Международного университета Окинавы в августе 2004 года, по причине механических проблем. Три члена экипажа получили незначительные травмы, на месте крушения никто не пострадал. Газета The Guardian заявила, что расположение авиастанции корпуса морской пехоты Футенма в городе Гинован «было бы похоже на посадку F22 в Гайд-парке [в Лондоне].»
Местные жители также обеспокоены загрязнением окружающей среды, грунтовых вод и почв, вызванных деятельностью базы: например, полковник-лейтенант (в отставке) Крис Робертс (КМП США) рассказал The Japan Times, что его команда технического обслуживания обнаружила утечку Агент «оранж» на базе в 1981 году. Министерство обороны США утверждает, что Агента «оранж» никогда не было на Окинаве, и расследование Минобороны не нашло никаких доказательств того, что Агент «оранж» когда-либо был на Окинаве (см. Агент «оранж»: Окинава, Япония для более подробной информации.)
Группы с особыми интересами, включая сторонников и протестующих, часто собираются за воротами Футенмы. Местные жители еженедельно проводят уборку, от следов вандализма и мусора, оставленных протестными группами.
Мэр города Гинован Ацуши Сакхайма и полковник Джеймс Дж. Флинн, командир Авиационной станции морской пехоты Футенма 26 июня 2013 года подписали двустороннее соглашение, определяющее процедуры эвакуации жителей Окинавы в случае стихийного бедствия и положения, касающиеся эвакуационных учений для поддержания готовности. Непосредственно перед, во время или после стихийного бедствия, особенно цунами, Авиационная станция морской пехоты Футенма может использовать процедуры, чтобы открыть одни или несколько ворот станции и обеспечить эвакуируемым немедленный и прямой проход на возвышенность или в укрытие. Чиновники отметили, что это соглашение появилось после тщательного сотрудничества между городом и авиационной станцией и говорит о том значении, которое обе стороны уделяют взаимной безопасности и сотрудничеству.

## Передислокация
Были предложены различные планы передислокации базы — сначала вне острова, а затем в пределах острова. Тем не менее, по состоянию на ноябрь 2014 года будущее любого переезда стало неопределенным с избранием на пост губернатора Окинавы Такэси Онага — противника базы. Онага выиграл выборы у действующего губернатора Хирокадзу Накаима, который ранее одобрил насыпные работы, связанные с передислокацией базы Футенма в Кемп-Шваб в районе Хэноко. Тем не менее, Онага пообещал наложить вето на эти работы, необходимые для постройки новой базы и настаивал на перемещении базы Футенма за пределы Окинавы. В августе 2015 года японское правительство соглашается приостановить строительные работы, в то время как переговоры с официальными лицами Окинавы продолжились. Американские источники настаивают на том, что их подход не изменился.
4 ноября 2018 г. в г. Оита, префектура Оита, прошла акция протеста против оснащения сил самообороны Японии американскими конвертопланами "Оспрей V-22 " и против переноса американской военной базы «Футэнма» в г. Наго, префектура Окинава, Япония.

## Команды клиента
- Штаб и штабная эскадрилья[23]
- 36-я авиагруппа КМП США
- 18-я группа управления авиацией КМП США

## Комментарии
А.↑ в японском языке авиастанции корпуса морской пехоты Футенма формально известный как:  (яп. 海兵隊普天間航空基地 Kaiheitai Futenma Kōkū Kichi) (海兵隊普天間航空基地) обычно как:  (яп. 普天間飛行場 Futenma Hikōjō) (普天間飛行場) и часто обозначаемый в устной и письменной речи как:  (яп. 普天間基地 Futenma  Kichi) (普天間基地) .
Б.↑ текстовая версия дает ВПП 2740×45 м и аэродром график 2743×46 м